# Rząbiec
Rząbiec – wieś w Polsce położona w województwie świętokrzyskim, w powiecie włoszczowskim, w gminie Włoszczowa.
| SIMC    | Nazwa      | Rodzaj    |
| ------- | ---------- | --------- |
| 0278706 | Niwa       | część wsi |
| 0278712 | Ogrodzanki | część wsi |
| 0278729 | Piaski     | część wsi |

W latach 1975–1998 miejscowość administracyjnie należała do województwa kieleckiego.
8 września 1944 miała tam miejsce partyzancka bitwa pod Rząbcem między oddziałami Brygady Świętokrzyskiej a oddziałem Armii Ludowej i grupą partyzantów sowieckich.